# Limnophora nitidithorax
Limnophora nitidithorax este o specie de muște din genul Limnophora, familia Muscidae. A fost descrisă pentru prima dată de Stein în anul 1908.
Este endemică în Insulele Canare. Conform Catalogue of Life specia Limnophora nitidithorax nu are subspecii cunoscute.